# Вутирас, Димостенис
Димостенис Вутирас (греч. Δημοσθένης Βουτυράς; 1872 Константинополь — 27 марта 1958 Афины) — видный греческий прозаик Межвоенного периода. Героями его работ были в основном бедные и обездоленные люди, как и представители маргинальных слоёв, которые очаровывали его, в силу чего многие греческие литературные критики характеризовали его как «Максим Горький Греции».

## Детство и молодость
Димостенис Вутирас родился в 1872 году в Константинополе. Стефанос Милесис пишет, что в действительности он родился на австрийском пароходе, на подходе к Константинополю. Он был первым ребёнком (из семи) в семье Нико́лаоса Вутираса и Тео́ни Папади-Скипитари.
Отец был родом с острова Кея, на котором будущий писатель провёл свои первые детские годы. Позже семья обосновалась в Месолонгионе, куда восходили корни семьи матери, а затем, в 1876 году, в Пирее, куда его отец был назначен нотариусом.
Здесь он окончил начальную школу и перешёл в гимназию, однако учёбу в гимназии он прервал, после проявившихся первых приступов эпилепсии.
Родители стали относиться к нему как к душевно больному и не отказывали ему ни в каких его причудах. Он записался в морскую школу Махераса, после чего стал заниматься фехтованием, сначала с отставным офицером жандармерии Параликасом, а затем в школе Илио́пулоса.
В юношеском порыве к приключениям, он с друзьями изъявил желание ехать в Африку, чтобы создать «свободное государство», но консул Франции в Пирее потребовал согласия родителей.
Одновременно он получил музыкальное образование у итальянцев музыканта Лакаламита и дирижёра Капеллано.

### Семья
Вутирас женился в 1903 году на Бетине Фекси. Одна его дочь, Навсика, стала певицей (сопрано) Национальной оперы Греции.
Другая дочь, Тео́ни Вутира — Стефанопулу, стала художницей. Хотя Теони Вутира писала в основном пейзажи, мы обязаны ей рядом портретов писателя.

## Банкротство
Отец решил оставить профессию нотариуса и создал предприятие производства строительных материалов в Новом Фалере, включая маленький литейный цех.
К 1905 году предприятие отца обанкротилось, и, находившийся постоянно под давлением кредиторов, отец покончил жизнь самоубийством.
Димостенис переехал в новый дом, куда он перевёз всё, что он смог спасти от кредиторов.
Самоубийство отца стало причиной глубокой грусти и меланхолии Димостениса.
Первоначально он попытался продолжить работу предприятия, но в конечном итоге он привёл его к полному банкротству.
Некоторое время он подрабатывал певцом тенором с заезжей итальянской труппой, но вскоре лишился источников дохода.
В значительной степени, то что Вутирас стал профессиональным писателем, было связано с его ухудшающимся финансовым положением и постепенной потерей других доходов для проживания, кроме публикации рассказов в журналах и газетах.

## Рождение прозаика Вутираса
Свой первый рассказ он принёс ещё в 1901 году писателю и художнику Герасиму Вокосу, который издавал в Пирее журнал «Периодико́ мас» («Наш журнал»). Вокос бегло прочитал рассказ и порвал его — «не твой». Вутирас принёс ему рассказ поменьше и попроще, после чего начал регулярно печататься в «Периодико мас», который был не только самым лучшим филологическим журналом Пирея, но и одним из лучших в стране.
Его первый рассказ, «Лангас», был встречен с похвальными комментариями К. Паламаса и Г. Ксенопулоса.
Однако его признание пришло от эллинизма диаспоры. В Афинах в действительности он стал известен после 1920 года.

### Греки Александрии
Греки Египта были первыми, у которых работы Вутираса вызвали интерес и признание. Издаваемые в Александрии журналы «Неа Зои» и «Граммата», начиная с 1910 года, опубликовали многие его рассказы и, что было немаловажно для писателя, с хорошими гонорарами. Благодаря этим журналам и образовавшемуся в Александрии кругу его почитателей, Вутирас смог преодолеть свои серьёзные финансовые проблемы. Он писал в своей автобиографии: «к счастью появились египетские греки, которые внесли немного сладкого, сахара в великую горечь».
Собственно Стефаносу Паргасу, издателю александрийского журнала «Граммата», Вутирас обязан изданием впервые в 1915 году отдельного тома рассказов под заголовком «Лангас и другие рассказы». Лангас и другие рассказы утвердили его как одного из корифеев современной греческой прозы.
Переписка Паргаса с Вутирасом проникнута его уважением к писателю.
Он первым решил поднять Вутираса на высоту, которую тот заслуживал: «Я хочу чтобы издание было выполнено так, как Вутирас того заслуживает, о чём никто до сих пор не подумал».
В Александрии в целом образовался большой круг поклонников и сторонников Вутираса, которые переписывались и старались встретиться с ним в ходе их посещений Афин.
Среди них были и т. н. «Апуаны», греческие интеллигенты-анархисты Египта, среди которых были критик Г. Врисимидзакис, поэт Н. Санториньо́с, художник Г. Митаракис и исследователь работ К. Кавафиса, Г. Сареяннис.
Характерно письмо поэта и исследователя Главкоса Алитерсиса, в котором он протестует против «глупой критики» Вутираса, которую Г. Ксенопулос опубликовал в журнале «Нумас» осенью 1920 года.

## «Писатель Пирея» — межвоенные годы
Х. Левантас писал, что Вутирас был «классическим типом пиреота, в душе, в мыслях, в манерах». Он же утверждает что Вутирас — «самая большая фигура новогреческого рассказа».
В своих рассказах Вутирас описывает жизнь и психологию бедных и обнищавших людей, которые не в состоянии действовать, чтобы изменить свою жизнь и отказываются вступить в организованное общество. Вутирас хорошо знал этих людей, прожив рядом с ними многие годы. Характерной деталью многих его работ является то, что они, согласно современному итальянскому эллинисту М. Витти содержат элементы метафизики и научной фантастики.
Хотя ещё при жизни он был одним из самых любимых писателей, в особенности молодёжи, он подвёргся жёсткой критике за форму своих рассказов и был обвинён в незнании правил написания. Жёсткой критике подвергал его и Г. Ксенопулос, который первоначально похвально отзывался о его «Лангасе», в то время как К. Пароритис подверг его критике за отсутствие социального критерия и последовательной философской теории.
В межвоенные годы Вутирас предпочитал печатать свои рассказы в пирейской газете «Сфера», в которой впервые были опубликованы его работы «Больная жизнь», «Плач волов», «Крушение богов», «Хулиганы», «Железная дверь», «Воскресение мёртвых».
Он не изменял Пирею, хотя в этом городе он пережил свои самые большие личные и семейные трагедии. Он часто бывал в «Тинаниевом саду», где бесменно находились 2-3 тележки торговцев книгами, выбирая и покупая книги. Однако основным критерием покупки книги для сводившего концы с концами писателя была её цена.

### Признание иностранными эллинистами
Иностранные эллинисты обнаружили работы Вутираса ещё с 1924 года. Многие из них наладили с ним переписку — Dirk Christiaan Hesseling из Голландии, Κ. Dieterich из Германии, J. Ν. Michel и лигнгвист Hubert Octave Pernot из Франции, Ν. Percas из Испании, Ch. Favre из Швейцарии. Переписка Вутираса с этими эллинистами вышла за тесные литературные рамки и затрагивала актуальные темы и, даже, личные вопросы. Так в 1931 году, Percas в воём письме успокаивал Вутираса, что в Испании нет угрозы фашизма.
Многие иностранные эллинисты публиковали в своих странах исследования и критику работ Вутираса.
Следует также отметить уважение и дружеские чувства проявленные в отношении Вутираса французским филологом Louis Roussel, который будучи членом Французской археологической школы в Афинах, издавал с 1922 года франко-язычный журнал «Libre».
Признание Вутираса иностранными эллинистами имело и более осязаемые результаты: Дитрих сделал «Свержение Богов» Вутираса уроком для своих студентов кандидатов в писатели, с тем чтобы они научились писать рассказы. «Плач волов» был в 1924 году первым в продаже во Франции, превзойдя в коммерческом успехе рассказы французских писателей.
М. Витти, в своей «Истории новогреческой литературы» писал о Вутирасе уже после смерти писателя: "…Тот же реализм происходящий из поклонения прекрасному, но с социальными намерениями, доминирует и в работах Д. Вутираса, который в начале века пользовался огромной популярностью благодаря сотне рассказов («все просили маленькие рассказы чтобы платить малые деньги», говорил он с горечью). В качестве своих главных героев он мобилизовал пролетариев, людей со скромными профессиями, безработных, завсегдатаев трактиров. Это был новый мир, новый класс, обитавший в хижинах, там где заканчивался город, …и тогда впервые потряс сознание буржуазного читателя. Несчастье, которое иногда описывается с намерением социальных требований, представляется читателю настолько более тёмным, насколько Вутирас окружает его угнетающей и тусклой атмосферой (в силу чего некоторые критики охарактеризовали его символистом). Мерой его врождённых способностей, которыми он не воспользовался в достаточной степени, является рассказ «Дитя немой»: внутренний монолог ребёнка, который видит жизнь через свои собственные духовные измерения.

### Отношения с «поколением 30-х»
Несмотря на признание греческой читательской аудитории Египта, признание иностранных эллинистов и успехов изданий за границей, т. н. литературное «поколение 30х» игнорировало работы Вутираса, способствуя в значительной мере молчанию которое окружало его имя.
Несмотря на это, многие представители «поколения 30-х», такие как А. Терзакис и А. Карантонис, признали влияние Вутираса на их работы. С. Дукас, будучи другом и почитателем Вутираса, стал тем, кто в конце жизни писателя навёл порядок в его рукописях. Другой почитатель и друг Вутираса, «спорный» для литературного и политического истеблишмента и скупой на признания Я. Скарибас, в работах которого влияние Вутираса более чем очевидно, писал «…И я счастлив и горд тем, что родился ромеем и могу говорить на том же языке что и Вы, слушать и радоваться флейте Вашего прекрасного искусства…».
В середине 30-х влияние Вутираса прослеживается также в работах Н. Пендзикиса.

## «Эпоха таверны»
Для друга Вутираса, поэта Л. Порфираса, «таверна это деликатная вещь». Для Вутираса, К. Варналиса и самого Порфираса, таверна в значительной степени определила манеру их письма, в такой степени, что речь идёт о существовании т. н. «литературы таверны».
Кипрский поэт Т. Антиас писал, что таверна — это «убежище художественного мира Афин».
В её непринуждённой среде, без формальностей и ложной вежливости, художники находят атмосферу безмятежности, внутреннего удовлетворения и братства.
Продолжительное время Вутирас и его компания собирались в таверне «У вдовы».
Это был выбор Вутираса, из филантропических соображений, для поддержки вдовы и её сирот. Здесь соблюдался неписаный закон, в знак уважения к заведению и его владельцам, никаких драк и ссор, никаких филологических бесед и других застольных духовных поисков.
С. Милесис отмечает, что Вутирас «рисует» психологические портреты героев своих рассказов, реальных людей из ежедневной жизни Пирея. Таверны становятся эпицентрами его рассказов.
В 1940 году в таверне Богракоса в Кипсели было отмечено сорокалетие Вутариса в литературе. В застолье приняли участие историк Михаил Родас, Миртио́тисса, Н. Хандзарас, Л. Яковиду и др.

## Окололитературная жизнь
Вутирас был награждён «Национальным отличием в литературе и искусстве» (Εθνικό Αριστείο Γραμμάτων και Τεχνών) в 1924 году и Отличием муниципалитета Пирея (Αριστείο του Δήμου Πειραιά) в 1932 году.
Однако как он признавался своему другу Х. Левандосу, он счёл наибольшей наградой честь, которой его удостоил родной город, Пирей. К тому же, его больше всего интересовало признание мира маргинальных слоёв, чьи проблемы он описывал.
С другой стороны, власти наградившие его «Национальным отличием», после войны отняли у него сопровождавшую отличие «почётную пенсию», по политическим мотивам.
Вутирас также участвовал в написании школьных учебников, в сотрудничестве с Д. Папамихаилом. Однако их учебник литературы для третьего класса начальной школы был исключён из школьной программы в период диктатуры генерала Т. Пангалос (1925).

## «Дневник оккупации»
В период тройной, германо-итало-болгарской, оккупации Греции (1941—1944) Вутирас оставался в Пирее, где пережил Великий голод.
В 1949 году он рассказывал С. Циркасу, что ещё до начала войны он понял что союз Мусолини с Гитлером ни к чему хорошему не приведёт. С началом войны он отложил написание двух задуманных раннее романов и начал писать роман «Окровавленная планета», в который по ходу событий стал включать и эпизоды греко-итальянской войны.
Однако с вступлением в Афины немецких войск Вутирас прервал написание этого романа.
Через несколько дней, полный горечи, он начал писать дневник, дав ему первоначально имя «Голоса ветров». Друзья советовали Вутирасу порвать его, поскольку при аресте дневник мог стать поводом расстрела. На что Вутирас отвечал, «что, только о том что не опасно можно писать ?».
Вутирас свидетельствует: «В доме у всех болит живот. У многих дизентерия. Говорят это от хлеба. Если можно именовать хлебом, этот влажный, тяжёлый навоз. Это ещё один способ разделаться с населением Греции. Немецкий способ, прямо из их цивилизации».
«После 10 всем оставаться дома. …беременным держаться до утра…Немного терпения, надо советовать малышу чтобы он вылез позже, когда будет прекраснее, потому как он увидит как светит солнышко».
"20 апреля 42 года. Немецкий грузовик разгружает уголь. Мальчик лет двенадцати, худой, с голыми ногами подбирает упавшие угольки. Солдат без предупреждения стреляет ему в голову. Прибежала мать и обезумевшая от боли бросается на немца с криками «от пули погибнете преступники, свою страну вы не увидите».

## Период «послевоенного военного пятилетия»
В отличие от других европейских стран, после своего освобождения в октябре 1944 года, Греция пережила британскую военную интервенцию, период т. н. Белого террора и Гражданской войны (1946—1949). Получение Вутирасом почётной пенсии было прервано и Афинская академия, после двух выборов подряд, отказалась избрать его своим членом. Причиной была поддержка оказанная им компартии Греции в период тройной германо-итало-болгарской оккупации. В действительности, хотя Вутирас проявлял симпатии идеям коммунизма и социализма, он предпочёл оставаться вне рядов каких либо партий.
В мае 1949 года Вутирас представил писателю С. Циркасу список своих работ, среди которых был и «Дневник оккупации», которые всё ещё ожидали своего издателя.
Циркас пишет, что было бы естественным, чтобы издатели «дрались между собой», чтобы издать такое национальное сокровище. Однако «Дневник» и ещё 10 томов рассказов и романов Вутираса «гнили в его шкафу», поскольку «нынешнее духовное болото не позволяло даже их публикации в газетах».
Однако «руки благоговейные» переписали рукописи, в которые писатель не внёс никаких изменений с момента их написания.
Циркас напоминает, что Вутирас написал эти работы «рукой дрожащей от голода и горячки, но и от национального возмущения» и вложил в них всю свою душу.
Сам Вутирас говорил Циркасу, что «я был как загипнотизированный, но полный решимости».
Циркас именует его «мартирас» (мученик). «Любой кто знает в каких бесчеловечных условиях заброшенности живёт этот великий строитель нашей прозы, поймёт почему я пишу слово мартирас с двойным его значением (мученик/свидетель), которое наш язык сохраняет вот уже две тысячи лет. Вутирас видел, свидетельствовал, осудил и принял мученичество. За это он платит — ужасными телесными болями, ещё более ужасными духовными болями. Он не согнулся, он не согнётся никогда. Он исполняет свой долг. А мы ?».
«Дневник Оккупации», который С. Милесис именует самым потрясающим произведением Вутираса, оставался неизданным и был опубликован частично в газете Авги (Заря — Αυγή) только в 50-е годы.

### Пять друзей и сподвижников
Как и для всех его героев, одиночество было характерной чертой Вутираса. Несмотря на то, что он был человеком дружелюбным и чистосердечным, идеальным в компании («Твоё имя и твоя песня постоянно присутствовали в наших речах», писал ему Д. Пелекидис), Вутирас оставался одиноким человеком, сохранял своё монашеское пространство, отказывался вступать в группы. Характерно, что он снялся только в одной групповой фотографии, в 1950 году, на юбилее организованном в его честь.
На всех остальных фотографиях — он один.
На этом фоне выделяются пять непохожих между собой его друзей и сподвижников, Поэт Ламброс Порфирас, писатели К. Варналис, Стратис Циркас, Х. Левандас, А. Самаракис.
Порфирас был старым другом из Пирея, Вутирас отметил его в 1945 году в одном из рассказов.
Варналис был «старым другом и поклонником» Вутираса «с эпохи таверн».
Александриец Циркас, продолжая традицию александрийских греков, также стал большим поклонником Вутираса и в 1948 году опубликовал обширное исследование работ писателя. Это исследование вызвало новый интерес к работам Вутираса и, одновременно, послужило началом переписки и многолетних отношений между двумя писателями, которые продолжились до самой смерти Вутираса.
В своих письмах Циркас выражал свою «благодарность Учителю, который несмотря на годы, несмотря на муки, продолжал дарить неблагодарным неогрекам работы сильные, работы высшие».
Отличными от остальных были отношения Вутираса с Христосом Левандосом, пирейским журналистом и литератором, который также был его тесным другом, но пожалуй его одного можно было охарактеризовать учеником Вутираса.
Кроме прочего, Левандас оказал помощь Вутираса на последнем этапе его болезни и в 1951 году опубликовал исследование под заголовком «Две фигуры: Д.Вутирас и Н. Хадзарас. Исследование — Библиография».
В последние годы своей жизни Вутирас связался с молодым и только что появившимся на литературной арене А. Самаракисом.
В 1951 году в афинском театре «Алики» было отмечено литературное пятидесятилетие Вутираса.
И он отвечал друзьям нарушившим его одиночество словами, которые написал годами раннее в своём рассказе «Бездельники» (Οἱ ἀλανιάρηδες, 1921):

И спросил он о корабле, и нашёл его заброшенным им и его товарищами на неизвестном пустынном островке. И вновь они ступили на него, чтобы начать путешествия в неизвестные страны, в неизвестные моря, чтобы достичь острова, где жила прекрасная дочь дикого царя.

## Последние годы
Последние годы Вутирас уединился в маленьком домике по улице Андруцоса в афинском квартале Кукаки.
Он более не писал, жил скромно, бедно. Милесис пишет, что его можно было бы охарактеризовать как Пападиамантис Пирея.
Димостенис Вутирас умер в Афинах 27 марта 1958 года.

## Памятник Вутирасу
После смерти Вутираса, муниципалитет Пирея принял решение установить его бюст на одной из площадей города.
Бюст был установлен в 1961 году на площади Дилиянниса, без официальной церемонии.
Бюст оставался покрытым простынёй длительный период, поскольку представления Вутираса о обществе занимало власти и после его смерти
Через год, 12 ноября 1962 года, газета «Та Неа» писала о покрытом бюсте: «Вутирасу и после смерти угрожает слава разбойника Крикеласа. И это благодаря позору муниципалитета (простыня), который уже год не нашёл возможность осуществить простейшую церемонию открытия бюста … для прекращения посмертной диффамации корифея пирейской прозы».

## Литературное наследие Вутираса
Стефанос Милесис считает Вутираса «самым представительным литератором Пирея, писателем бедных и заброшенных людей …., обречённых просто существовать».
Вутирас написал в общей сложности 35 книг с рассказами. Кроме того ещё 200 рассказов были опубликованы в журналах и газетах, но никогда не были собраны в отдельных книгах. Нет ясности также с числом его рассказов, которые так и остались неизданными.
Многие его работы опубликованные в газетах и журналах по сегодняшний день не собраны и не изданы отдельным томом.
В своих около 500 рассказах и романах, согласно некоторым критикам, Вутирас до самой своей смерти не сдвинулся ни на йоту от своих первоначальных выразительных средств и поставленных целей.
Другие критики характеризуют его самым значительным из греческих писателей не имевших академического образования, но будучи самоучкой имевшего врождённое и плодотворное вдохновение.
Последней его литературной работой был рассказ «Медленный рассвет», изданный в 1950 году (в 1954 году был издан также его «Словарь истории и географии в девяти томах»)
Книги Вутираса были переведены на многие иностранные языки, включая французский, немецкий, английский, испанский, итальянский, португальский, голландский, венгерский и турецкий.
На русский язык был переведен его рассказ На краю пропасти, включённый в изданную в СССР в 1959 году книгу «Рассказы греческих писателей».

### Некоторые из работ Вутираса
- «Лангас» («Ό Λαγκάς», 1901)
- «Поп идолопоклонник и другие рассказы» («Παπάς Ειδωλολάτρης και άλλα διηγήματα», 1920)
- «Больная жизнь и другие рассказы» («Ζωή Αρρωστεμένη και άλλα διηγήματα» 1921)
- «Свержение Богов и другие рассказы» («Το γκρέμισμα των Θεών και άλλα διηγήματα» 1922)
- «Плач волов и другие рассказы» («Ο θρήνος των βοδιών και άλλα διηγήματα» 1923)[11]
- «Изгнанная любовь и другие рассказы» («Διωγμένη αγάπη και άλλα διηγήματα», 1923)
- «Новый Моисей» («Ο νέος Μωυσής» 1923)
- «Двадцать рассказов» («Είκοσι διηγήματα», 1924)
- «Аристократический квартал и другие рассказы» («Αριστοκρατική γειτονιά και άλλα διηγήματα», 1924
- Роман «Железная дверь» («Ή σιδερένια πόρτα» μυθιστόρημα 1925)
- «В стране мудрецов и дикарей» («Στη χώρα των σοφών και των αγρίων» 1927)
- «Воскресение мёртвых и другие рассказы» («Ανάσταση νεκρών και άλλα διηγήματα», 1929)
- «Восстание животных и другие рассказы» («Η επανάσταση των ζώων και άλλα διηγήματα», 1929)
- «Дом пресмыкающихся» — роман («Το σπίτι των ερπετών» μυθιστόρημα 1933)
- «Ночи волшебства» («Νύχτες μαγείας» 1938)
- Роман «Бури» («Οί τρικυμίες» μυθιστόρημα 1945)
- «Медленный рассвет» («Αργό ξημέρωμα 1950»)
- «Словарь истории и географии в девяти томах» («Εννιάτομο Λεξικόν της ιστορίας καί της γεωγραφίας» δοκίμιο (1954)